# Pazinotus bowdenensis
Pazinotus bowdenensis is een slakkensoort uit de familie van de Muricidae. De wetenschappelijke naam van de soort is voor het eerst geldig gepubliceerd in 1970 door Vokes.